# 불칸 슈테틴
불칸 슈테틴 주식회사(AG Vulcan Stettin)는 독일의 조선 회사이다. 슈테틴(현재는 폴란드 슈체친)에 소재했다. 독일 해군의 유보트와 군함을 건조하여 제2차 세계 대전에서 중요한 역할을 했다. 회사와 조선소는 전후 폴란드 정부에 의해 폐지되었다.

## 역사
불칸 슈테틴은 1851년에 불칸 조선소(Vulcan Werft, 불칸 베르프트)로 슈테틴에서 설립되었다. 1945년에 폐지될 때까지 독일 주요 조선소로 여객선, 전함, 구축함 등 대형 선박의 개발에 큰 역할을 했다.
회사가 먼저 건조한 것은 철제 증기선인 디페나우 (Dievenow)였다. 1857년에 조선소를 슈테티나 마시넨바우 AG 불칸(Stettiner Maschinenbau AG Vulcan)로 개명하면서 점점 대형 선박을 건조하기 시작했다. 또한 1859년에 자사 최초의 증기 기관차를 제조하였다. 슈테틴의 시설이 협소해지면서, 새로운 설비가 필요하게 되었다.
새로운 조병창은 1907년부터 1909년에 걸쳐 함부르크와 브레멘에 건설되었다. 1928년에 이 회사는 파산을 하게 되고 함부르크의 조병창은 1930년에 매각되었으나 불칸 슈테틴으로 재건되었다.
제2차 세계 대전 이후 조선소는 점령된 폴란드 정부에 의해 폐지되었다.

## 제작한 주요 함선
- 진원, 정원 (청나라 해군 북양수사)
- 폼메른 (독일 제국 해군)
- 라인란트 (독일 제국 해군)
- 야쿠모 (일본 제국 해군)
- 하이융급 방호순양함 (청나라 해군)
- 브레슬라우 (독일 제국 해군)
- 비스바덴 (독일 제국 해군)
- 여객선, 카이저 빌헬름 데르 그롯세
- 여객선, 도이칠란트
- 여객선, 카이저 빌헬름 Ⅱ

## 같이 보기
- 브레메르 풀칸
- 유체 커플링